# Miedes de Aragón
Miedes de Aragón – gmina w Hiszpanii, w prowincji Saragossa, w Aragonii, o powierzchni 55,38 km². W 2011 roku gmina liczyła 458 mieszkańców.